# Dịch vụ thư mục
Dịch vụ thư mục đơn giản chỉ là phần mềm hệ thống mà lưu trữ, tổ chức và cung cấp quyền truy cập vào thông tin trong một thư mục.

## Giới thiệu chung
Trong các phần mềm kỹ thuật, là một thư mục tương tự với một từ điển: nó cho phép tìm kiếm của một tên và thông tin được liên kết với tên đó. Với tư cách là một từ trong từ điển có thể có nhiều định nghĩa, trong một thư mục, một tên có thể được kết hợp với thông tin nhiều, khác nhau, mẩu. Tương tự, như là một từ có thể có các phần khác nhau và các định nghĩa khác nhau, một tên trong một thư mục có thể có nhiều loại dữ liệu khác nhau.
Thư mục rất có thể được thu hẹp trong phạm vi, hỗ trợ chỉ một tập hợp các loại giao điểm nhỏ và loại dữ liệu, hoặc chúng có thể rất rộng, hỗ trợ một loại tùy ý hoặc mở rộng. Trong một thư mục điện thoại, các giao điểm là những tên và dữ liệu, bản ghi là những số điện thoại.Trong DNS của các giao điểm là những tên miền hoặc địa chỉ Internet. Trong một thư mục được sử dụng bởi một hệ điều hành mạng, các giao điểm đại diện cho các nguồn tài nguyên được quản lý bởi các hệ điều hành (OS), bao gồm cả người sử dụng, máy tính, máy in và các tài nguyên chia sẻ khác.
Một thư mục đơn giản, dịch vụ đặt tên gọi là một dịch vụ bản đồ tên của mạng lưới các tài nguyên tới các địa chỉ mạng tương ứng. Với tên gọi loại hình dịch vụ thư mục, một người dùng không cần phải ghi nhớ địa chỉ lý tính của một mạng tài nguyên, cung cấp một tên sẽ tìm tài nguyên. Mỗi tài nguyên trên mạng được xem là một đối tượng trên thư mục máy chủ. Thông tin về một tài nguyên đặc biệt này được lưu giữ như là thuộc tính của đối tượng đó. Thông tin trong các đối tượng có thể được thực hiện để bảo đảm rằng chỉ có người dùng với quyền truy cập sẵn có là có thể truy cập nó. Phức tạp hơn các thư mục được thiết kế với tên như là thuê bao, dịch vụ, thiết bị, Entitlements, Sở thích, nội dung và vv. Quá trình thiết kế có liên quan nhiều đến quản lý đồng nhất thức.
Một dịch vụ thư mục xác định tên cho mạng. Một vùng tên trong ngữ cảnh này là một thuật ngữ được sử dụng để chứa một hay nhiều đối tượng như là đặt tên mục. Các thư mục thiết kế quy trình bình thường đã có một bộ quy tắc xác định như thế nào mà mạng lưới các nguồn lực được đặt tên và xác định. Các quy tắc chỉ ra rằng các tên độc đáo và rõ ràng. Trong X.500, (các tiêu chuẩn dịch vụ thư mục) và LDAP -tên được gọi là tên phân biệt (DN) và được sử dụng để tham chiếu đến một tập hợp các thuộc tính (tên phân biệt liên quan) mà tạo thành tên của một danh mục thư mục.
Một dịch vụ thư mục là một thông tin chia sẻ về cơ sở hạ tầng cho định vị, quản lý, điều hành, tổ chức và phổ biến sản phẩm và các tài nguyên mạng, mà có thể bao gồm các khối tin, thư mục, tập tin, máy in, người dùng, các nhóm, các thiết bị, số điện thoại và các đối tượng khác. Một dịch vụ thư mục là một thành phần quan trọng của một NOS (hệ điều hành mạng). Trong những trường hợp phức tạp hơn một dịch vụ thư mục là một kho thông tin trung tâm cho một Nền tảng Phân Phối Dịch vụ
Ví dụ, khi tìm kiếm cụm từ "máy tính" bằng cách sử dụng một dịch vụ thư mục có thể đưa ra một danh sách có sẵn các máy vi tính và thông tin cho việc truy nhập.
Kênh phân phối rộng và tái tạo có ý nghĩa rất khác biệt trong việc thiết kế và quản lý của một dịch vụ thư mục. Thuật ngữ được sử dụng để cho thấy rằng cùng một thư mục tên (cùng một đối tượng) được sao chép vào thư mục khác phục vụ cho sự thừa. Các vùng tên tái tạo được quản lý bởi cùng một thẩm quyền. Thuật ngữ phân phối được sử dụng để cho thấy nhiều thư mục máy chủ, giữ tên khác nhau, là mối liên kết để tạo một dịch vụ phân phối thư mục. Mỗi vùng tên riêng biệt có thể được quản lý của thẩm quyền khác nhau.
 Hiện google cũng có dịch vụ này.

## Triển khai các dịch vụ thư mục
Dịch vụ thư mục đã được một phần của một hệ thống liên kết mở (OSI), bước đầu để có được tất cả mọi người trong ngành công nghiệp để đồng ý với các tiêu chuẩn mạng phổ biến để cung cấp cho nhiều người.
Trong những năm 1980, ITUvà ISO tiến tới một bộ các tiêu chuẩn – X.500, các dịch vụ thư mục, bước đầu để hỗ trợ các yêu cầu của các nhà cung cấp dịch vụ nhắn tin và Tra cứu tên mạng.
Giao thức thư mục nhẹ, LDAP, dựa trên các dịch vụ thư mục thông tin của X.500 nhưng sử dụng TCP / IP stackvà một chuỗi mã hóa chương trình của giao thức X.500 DAP, cho nó liên quan nhiều hơn trên Internet.
Đã có rất nhiều hình thức triển khai dịch vụ thư mục từ các nhà cung cấp khác nhau. Các hệ thống phát triển trước X.500 bao gồm:
- DNS: Các hệ thống tên miền, các dịch vụ thư mục đầu tiên trên Internet, mà vẫn còn được sử dụng ở khắp mọi nơi ngày nay.
- Hesiod: Các Hesiod (tên dịch vụ)dựa trên các DNS và sử dụng tại MIT của dự án Athena
- NIS: Các giao thức Dịch vụ thông tinh mạng, ban đầu được đặt tên là Những Trang Vàng(YP), đã được Sun Micro triển khai thực hiện một dịch vụ thư mục cho môi trường mạng Linux. Nó phục vụ một vai trò tương tự như Hesiod.

Trong số các LDAP/X.500 dựa triển khai là:
- eDirectory: Đây là triển khai thực hiện của Novell các dịch vụ thư mục. Nó hỗ trợ nhiều kiến trúc bao gồm cả Windows, Netware, Linux và một số phần của Unix và đã được sử dụng lâu dài cho người sử dụng quản lý, quản lý cấu hình, và phần mềm quản lý. eDirectory đã phát triển thành một thành phần trung tâm trong một phạm vi rộng hơn của sản phẩm quản lý đồng nhất thức. Trước đó nó đã được biết đến như là Dịch vụ thư mục Novell.
- Red Hat Directory Server: Red Hat phát hành một dịch vụ thư mục, mà nó thu thập từ của đơn vị Giải pháp an ninh Netscape của AOL, như là một sản phẩm thương mại chạy trên đầu trang của Red Hat Enterprise Linux được gọi là Red Hat Directory Server và như là một phần của Fedora Core được gọi là Fedora thư mục vụ.
- Active Directory: Dịch vụ thư mục của Microsoft là một Thư mục Hoạt động, bao gồm máy chủ vWindows 2000 và các phiên bản muộn hơn của hệ thống điều hành.
- Open Directory: Máy chủ Apple's Mac OS X cung cấp một dịch vụ thư mục được gọi là Open Directory (Thư Mục Mở)có tích hợp với nhiều giao thức tiêu chuẩn mở như LDAP và Kerberos cũng như các giải pháp thuộc quyền sở hữu thư mục như Active Directory và eDirectory. Đây là một tùy chỉnh xây dựng của Open LDAP
- Apache Directory Server
- Oracle Internet Directory (OID) là dịch vụ của công ty Oracle, thích hợp với LDAP phiên bản 3.
- Banyan Vines: Cung cấp dịch vụ danh mục mở rộng đầu tiên
- Windows NT Directory Service